# Før ferien
Før ferien er en dansk dokumentarfilm fra 2009, der er instrueret af Simon Lereng Wilmont.

## Handling
Niels Christian Koefoed er sovesalslærer på Herlufsholm Kostskole. Det har han været i seksogtyve år. Han bor alene på Mygningen sammen med de 45 kostskoleelever, som han har ansvar for. Nu nærmer tiden sig til endnu en afsked.